# Колеватовы (Кировская область)
 Колеватовы  — деревня в Орловском районе Кировской области России. Входит в состав Орловского сельского поселения.

## География
Расположена на западе центральной части Кировской области, в подзоне южной тайги, у федеральной магистрали Р-176 «Вятка», на расстоянии примерно 16 км по прямой на север от райцентра города Орлова.

## Климат
Климат характеризуется как континентальный, умеренно холодный. Среднегодовая температура — 1,5 °C. Средняя температура воздуха самого холодного месяца (января) составляет −14,2 °C (абсолютный минимум — −45 °С); самого тёплого месяца (июля) — 17,8 °C (абсолютный максимум — 37 °С). Безморозный период длится в течение 115—125 дней. Годовое количество атмосферных осадков — 583 мм, из которых около 403 мм выпадает в период с апреля по октябрь. Снежный покров устанавливается в середине ноября и держится 130—140 дней.

## История
Известна с 1802 года как починок Петра Калеватова с 6 дворами. В 1873 году в починке дворов 10 и жителей 74, в 1905 (починок Петра Колеватова) 14 и 81, в 1926 (уже деревня Колеватовы или Верхние Колеватовы, Петра Колеватова) 18 и 84, в 1950 14 и 38, в 1989 16 жителей. В 1950-е годы работал колхоз «Прогресс». С 2006 по 2011 год входила в состав Кузнецовского сельского поселения.

## Население
| 2010 |
| ---- |
| 5    |

### Национальный состав
Согласно результатам переписи 2002 года, в национальной структуре населения русские составляли 100 % из 17 чел.

## Инфраструктура
Было личное подсобное хозяйство и коллективное хозяйство.

## Транспорт
Деревня доступна автотранспортом. Остановка общественного транспорта «Колеватовы».